# Maxi Biancucchi
Maximiliano Daniel Biancucchi Cuccitini, thường được biết đến với tên gọi Maxi Biancucchi (sinh ngày 15 tháng 9 năm 1984), là một cầu thủ bóng đá người Argentina hiện đang chơi cho câu lạc bộ Olimpia của Paraguay ở vị trí tiền đạo trung tâm.

## Sự nghiệp

### Sự nghiệp ban đầu
Anh bắt đầu sự nghiệp thi đấu của mình tại câu lạc bộ San Lorenzo của Argentina. Anh cũng từng thi đấu cho một số câu lạc bộ của Paraguay, bao gồm Sportivo Luqueño, nơi mà anh giành được danh hiệu Apertura Championship 2006-07, trước khi gia nhập câu lạc bộ Brasil,Flamengo, vào tháng 7 năm 2007.

### Flamengo
Anh chơi trân đầu tiên cho Flamengo vào ngày 5 tháng 8 năm 2007, khi vào thay người cho cầu thủ Roger trong trận đấu tại giải Brazilian Série A gặp câu lạc bộ Santos trên sân Estádio Vila Belmiro. và bàn thắng đầu tiên của anh cho câu lạc bộ là trong trận thắng 1-0 trước kình địch Fluminense ở 2007 Brazilian Série A.
Maxi xếp hạng thứ mười sáu trong số lần ra sân của người nước ngoài cho Flamengo trong lịch sử của câu lạc bộ.

### Cruz Azul
Anh gia nhập câu lạc bộ Cruz Azul của Mexico vào năm 2010. Maxi ghi bàn thắng đầu tiên của mình cho Cruz Azul trong trận gặp Deportivo Toluca.sau đó anh ghi thêm 1 bàn thắng khác vào lưới Tigres.Anh đã ghi được 2 bàn cho Cruz Azul tại 2010–11 CONCACAF Champions League.

## Cuộc sống cá nhân
Maxi là anh em họ của cầu thủ Paris Saint-Germain, Lionel Messi và là anh trai của cầu thủ Emanuel Biancucchi hiện đang thi đấu cho câu lạc bộ 1860 München.

## Thống kê sự nghiệp
số liệu thống kê chính xác tới ngày 7 tháng 10 năm 2009
| Câu lạc bộ     | Mùa giải       | Campeonato Carioca | Campeonato Carioca | Campeonato Carioca | Brazilian Série A | Brazilian Série A | Brazilian Série A | Cúp bóng đá Brasil | Cúp bóng đá Brasil | Cúp bóng đá Brasil | Copa Libertadores | Copa Libertadores | Copa Libertadores | Copa Sudamericana | Copa Sudamericana | Copa Sudamericana | Tổng cộng | Tổng cộng | Tổng cộng |
| Câu lạc bộ     | Mùa giải       | Trận               | Bàn                | Kiến tạo           | Trận              | Bàn               | Kiến tạo          | Trận               | Bàn                | Kiến tạo           | Trận              | Bàn               | Kiến tạo          | Trận              | Bàn               | Kiến tạo          | Trận      | Bàn       | Kiến tạo  |
| -------------- | -------------- | ------------------ | ------------------ | ------------------ | ----------------- | ----------------- | ----------------- | ------------------ | ------------------ | ------------------ | ----------------- | ----------------- | ----------------- | ----------------- | ----------------- | ----------------- | --------- | --------- | --------- |
| Flamengo       | 2007           | -                  | -                  | -                  | 17                | 2                 | 2                 | -                  | -                  | -                  | -                 | -                 | -                 | -                 | -                 | -                 | 17        | 2         | 2         |
| Flamengo       | 2008           | 11                 | 1                  | 3                  | 23                | 3                 | 1                 | -                  | -                  | -                  | 1                 | 0                 | 0                 | -                 | -                 | -                 | 35        | 4         | 4         |
| Flamengo       | 2009           | 10                 | 0                  | 1                  | 5                 | 0                 | 0                 | 1                  | 1                  | 0                  | -                 | -                 | -                 | 1                 | 0                 | 0                 | 17        | 1         | 1         |
| Tổng sự nghiệp | Tổng sự nghiệp | 21                 | 1                  | 4                  | 45                | 5                 | 3                 | 1                  | 1                  | 0                  | 1                 | 0                 | 0                 | 1                 | 0                 | 0                 | 69        | 7         | 7         |

theo nguồn kết hợp trên trang web chính thức của Flamengo. và Flaestatística.

## Danh hiệu

### Câu lạc bộ
- Sportivo Luqueño
  - Liga Paraguaya Apertura: 2007
- Flamengo
  - Taça Guanabara: 2008
  - Taça Rio: 2009
  - Campeonato Carioca: 2009
  - Giải vô địch bóng đá Brasil: 2009